# アーレイ・バーク

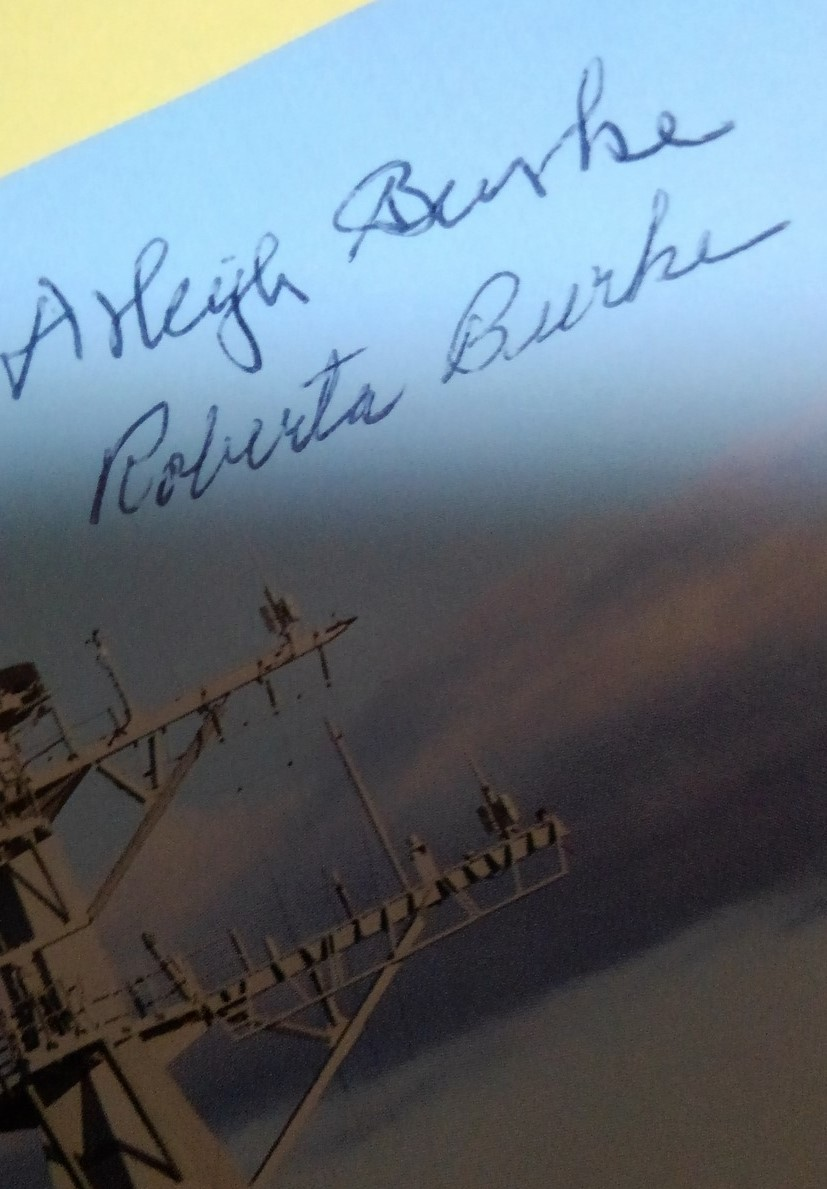
アーレイ・バーク海軍大将とその夫人のサイン

アーレイ・アルバート・バーク（Arleigh Albert Burke, 1901年10月19日 - 1996年1月1日）は、アメリカ海軍の軍人。最終階級は大将。バークはアメリカ海軍史上でただ1人、海軍作戦部長を6年の長きにわたって務めた。

## 経歴

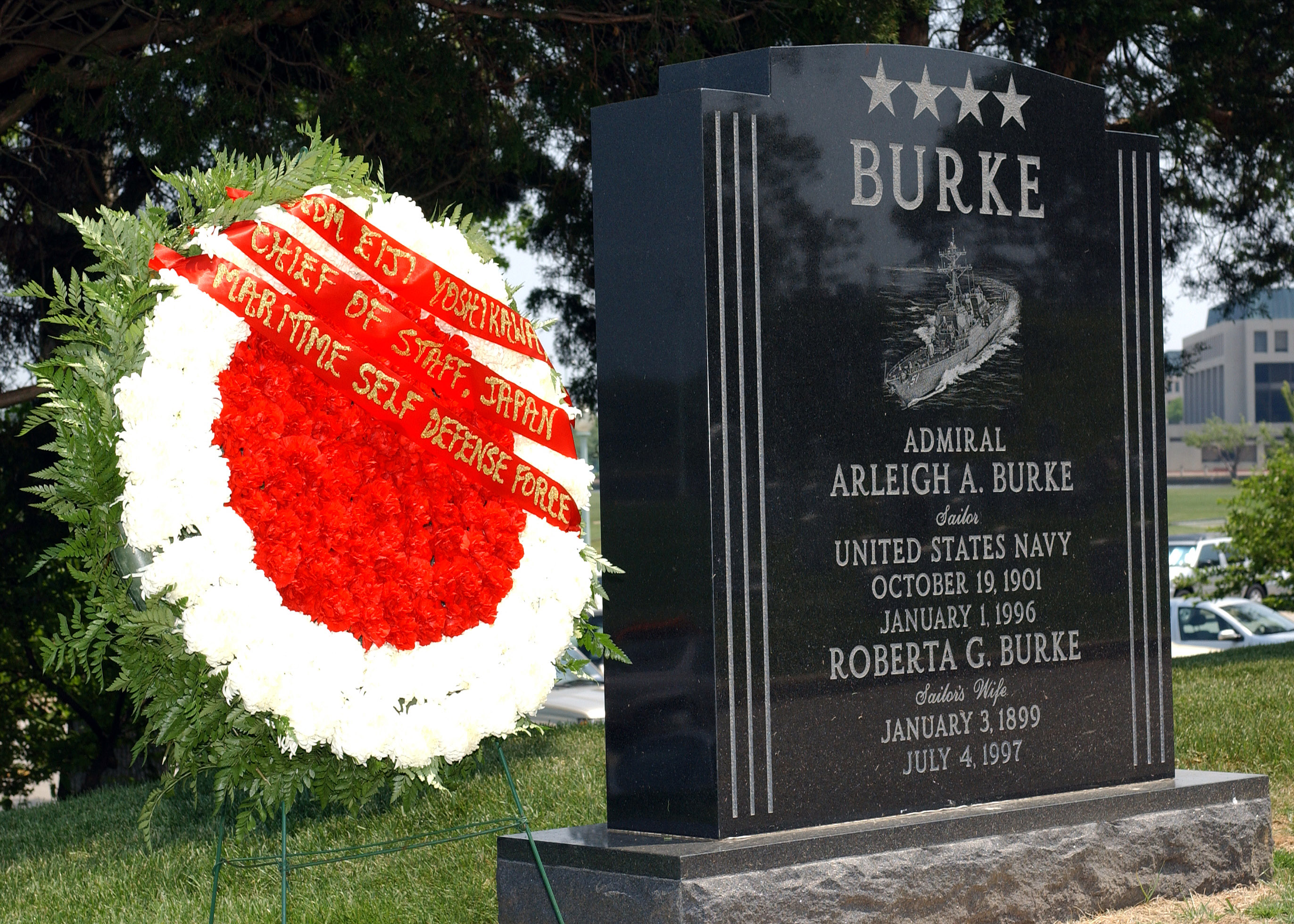
海軍兵学校墓地に建てられているアーレイ・バークの墓。
傍らに置かれているのは海上自衛隊から送られたリース（当時の海上幕僚長吉川榮治海将名義)。

バークはコロラド州ボルダー市近郊のスウェーデン系（祖父の姓はビョルクグレン（Björkgren）だったが、アメリカに渡った際にアイルランド風のバークと改めた）の農民の子として生まれ、1919年海軍兵学校に入校。1923年に少尉に任官し、戦艦アリゾナ、重巡洋艦チェスター、駆逐艦クレイブン乗り組みや地上部隊、海軍省兵備局勤務を経験し、この間にミシガン大学で工学修士の学位を得た。1939年6月に駆逐艦マグフォードの艦長となり、1940年半ばから1942年末までは海軍砲熕工場勤務で、中佐に昇進した。
太平洋戦争開戦で、粘り強い努力によって南太平洋戦域へ転出したバークは、第43駆逐隊 (Destroyer Division 43)司令、第44駆逐隊 (Destroyer Division 44)司令、第12駆逐戦隊 (Destroyer Squadron 12)司令官となり、戦時昇進で大佐となった。1943年10月には、「リトル・ビーバーズ」として知られる第23駆逐戦隊 (Destroyer Squadron 23)の司令官となり、同年11月にブーゲンビル島上陸作戦の支援にあたった。同戦隊は、それから4ヶ月の間にセント・ジョージ岬沖海戦など22回の戦闘に参加して、日本海軍の巡洋艦1隻、駆逐艦9隻、潜水艦1隻などを撃沈破、航空機約30機を撃墜した。
バークはいつも麾下の駆逐艦を最高速度で走らせていた。しかし、セント・ジョージ岬沖海戦前、合流地点へ向かう際は、彼の部隊は駆逐艦スペンスでのボイラー事故のため本来なら出せた34ノット以上ではなく31ノットに制限されていた。このことから31ノット・バークというあだながついた。
1944年3月に太平洋艦隊の高速空母機動部隊、第58任務部隊司令官マーク・ミッチャー中将の参謀長となり、戦時昇進で代将となって、1945年6月までその職にあった。沖縄戦でミッチャー司令官が旗艦としていた空母バンカー・ヒルとエンタープライズが相次いで特攻機の攻撃を受けた際には、参謀長のバークも乗り組んでいた。
その後、短期間の海軍省兵備局勤務から、1946年に大西洋艦隊司令長官となったミッチャー大将の参謀長を務め、また太平洋戦争後は大佐の階級に戻った。
朝鮮戦争が勃発すると、海軍作戦部長フォレスト・シャーマン大将は、極東海軍参謀副長としてバークを日本へ派遣した。バークは巡洋艦隊を指揮し、1951年7月に国連軍休戦会談代表団の一員となった。その後、バークは、海軍作戦部戦略計画部長、第6巡洋艦隊司令官、大西洋艦隊駆逐艦隊司令官を歴任し、1955年8月、海軍作戦部長に就任して、少将から直接、大将に昇進した。
1961年8月に海軍作戦部長退任と同時に退役。1991年にアーレイバーク級駆逐艦の1番艦がバークにちなんで存命中に命名された。1996年1月1日にベセスダの海軍病院で没した。94歳。バークが死去した際には哀悼の念を表するため、就役済の全アーレイバーク級駆逐艦が1分間、31ノットで航行した。

## 嫌日家から親日家へ
バークは当初日本人に強い敵愾心を抱き、太平洋戦争終戦後も、暫くはかつての敵であった日本人に対し否定的な感情を持っていた。
公の場で日本人を「ジャップ」「黄色い猿ども」と侮蔑的に呼び、露骨に日本人を蔑み嫌う等、反日的・嫌日的な態度を取っていたが、ふとしたきっかけで元海軍中将草鹿任一と知り合い親交を持つようになると、以前とはうって変わって親日家となり、日本が早く占領状態から解放されるように軍人の立場から尽力、海上自衛隊の創設に協力した。この功により1961年に勲一等旭日大綬章を授与された。他にも生前の様々な功績により、アメリカはもちろん各国から数多の勲章を授与されていたが、バークの遺志により、葬儀で遺体の胸につけられていたのは日本の旭日大綬章ただ一つだけであった。そのため、ワシントンにある海軍博物館のバークに関する展示には各国から授与された勲章が展示されているが、日本から受勲された旭日大綬章だけ抜けている。

### 親日家になった理由として伝わる逸話
部下からかつての敵、ラバウル方面海軍最高司令官の草鹿中将が公職追放により、鉄道工事現場でツルハシを持って糊口を凌いでいるという話を耳にする。バークはこの時は「飢えさせておけ」と部下に答えてみたものの、同じ立場にあった軍人として居ても立ってもいられなくなり、匿名で食料を送る事にした。すると数日後、草鹿本人が怒鳴り込んで来た。「侮辱するな！アメリカ人の世話にはならない！」それだけ言って怒りながら出て行った草鹿にバークは好感を持った。自分が草鹿の立場だったら、同じ事をしたに違いないからである。
バークが後日改めて草鹿を他の海軍提督達と共に帝国ホテルの食事に招待した時、草鹿が一番英語が達者なのに驚いた。和んだ食事会の最後で草鹿が「親切なバーク氏と自分が任務を全うしなかった事に乾杯しよう。任務を全うしていたらバーク氏は死に、今日の美味しいステーキは食べられなかった」と言うと、バークも負けじと「私も任務を全うしなかった事に乾杯しよう。任務を全うしていたら草鹿氏は死に、今日の美味しいステーキは誰も食べられなかった」と答えた。
朝鮮戦争時、日本の帝国ホテルに宿泊した時、ホテル従業員はバークの荷物を直ぐに持ち、接待しようとしたが、これを拒否した。
それは日米戦争によって、バークの親友や部下が命を奪われたから。
バークの心には、敵国日本への激しい憎悪感があった。
そのバークが宿泊した帝国ホテルの部屋は、殺風景な部屋で何の飾りもないものだった。そこで、バークは一輪の花を買ってコップに差した。
ところが、翌日バークが部屋に戻るとコップに差してあった花が、花瓶に移されていた。そこで、バークはホテルに
「何で勝手に花瓶に花を移したのか」
と苦情を訴えた。
しかし、ホテル側は分からないという回答。
数日後には、その花瓶には新しい花が生けられていた。
花はその後も増え続け部屋を華やかにした。
この花を飾ったのは、部屋のメイク係の日本人女性だった。
彼女は乏しい給料の中から花を買いバークの部屋に生けていた。
その行為に対しバークがチップを払おうとしたが、メイク係は
「お金は受け取れません。私はただお客様に心地よく過ごしていただきたいと思っただけです」
と受け取らなかった。
このメイク係の身上を知ったはバークはさらに驚いた。戦争未亡人だった。
夫を戦争で失った女性がメイク係としてがアメリカ人を嫌わずその花を生けていたのだ。
しかも、その女性の夫は駆逐艦艦長だったのだ。
ソロモン海戦で戦死されたという話を聞いた、バークは
「ご主人を殺したのは私かもしれない」
とメイク係女性に謝罪した。
ところが、未亡人の女性はこう述べた。
「提督が何もしなかったら、提督が戦死していたでしょう。提督は何も悪い事はしてはいません。」
この時バークは「この違いは何なんだ」と考え、日本人の心意義と礼節を知り、バークは親切には親切に答える、という考えに至った。
なお、東日本大震災におけるトモダチ作戦に従事した空母「ロナルド・レーガン」の艦長トム・バーク大佐は彼の孫に当たると日本のテレビ番組で放送されたが間違いである。正確にはファミリーネームが同じだけで血縁関係は無い。

## 受章歴
- 勲一等旭日大綬章
- 海軍十字章
- 海軍殊勲章
- シルバースター
- レジオン・オブ・メリット
- パープルハート章